# Bahnstrecke Saint-Germain-des-Fossés–Darsac
| BK 356,3 bei Saint-Germain-des Fossés. Hinten die Strecke nach Gannat und Clermont-Ferrand, März 2014 |                      |                                                                                              |                                                                                              |
| |                      |                                                                                              |                                                                                              |
| Streckennummer (SNCF): | 785 000              |                                                                                              |                                                                                              |
| Kursbuchstrecke (SNCF): | 85, 86 (1959)        |                                                                                              |                                                                                              |
| Streckenlänge: | 160 km               |                                                                                              |                                                                                              |
| Spurweite: | 1435 mm (Normalspur) |                                                                                              |                                                                                              |
| Maximale Neigung: | 30 ‰                 |                                                                                              |                                                                                              |
| |                      |                                                                                              |                                                                                              |
| \| \| \| Bahnstrecke Moret-Veneux-les-Sablons–Lyon-Perrache von Paris \| \| \| \| 354,5 \| Saint-Germain-des-Fossés \| 256 m \| \| \| 354,8 355,7 \| Bahnstrecke Moret-Veneux-les-Sablons–Lyon-Perrache nach Roanne \| Bahnstrecke Moret-Veneux-les-Sablons–Lyon-Perrache nach Roanne \| \| \| ~356,0 \| D 77 (ehem. N 493) \| D 77 (ehem. N 493) \| \| \| \| \| \| \| \| 356,3 \| Bahnstrecke Saint-Germain-des-Fossés–Nîmes nach Nîmes über Clermont-F. \| Bahnstrecke Saint-Germain-des-Fossés–Nîmes nach Nîmes über Clermont-F. \| \| \| \| \| \| \| \| 364,1 \| Sichon (31 m) \| Sichon (31 m) \| \| \| 364,5 \| Bahnstrecke Vichy–Cusset nach Cusset \| Bahnstrecke Vichy–Cusset nach Cusset \| \| \| ~364,7 \| D 2209 (ehem. N 106b) \| D 2209 (ehem. N 106b) \| \| \| 364,9 \| Vichy \| 263 m \| \| \| ~365,5 \| D 906E (ehem. Route nationale 106) \| D 906E (ehem. Route nationale 106) \| \| \| \| \| \| \| \| 368,3 \| Galerie d’Abrest (98 m) \| Galerie d’Abrest (98 m) \| \| \| \| Bahnstrecke Vichy–Riom nach Riom und Allier (363 m) \| \| \| \| 373,1 \| Saint-Yorre \| 266 m \| \| \| ~378,7 \| Grenze Département Allier/Puy-de-Dôme \| Grenze Département Allier/Puy-de-Dôme \| \| \| 379,9 \| Ris-Châteldon \| 280 m \| \| \| ~381,8 \| D 906 (ehem. N 106) \| D 906 (ehem. N 106) \| \| \| ~385,1 \| Glasindustrie \| Glasindustrie \| \| \| ~385,2 \| D 906 (ehem. N 106) \| D 906 (ehem. N 106) \| \| \| 385,3 \| Puy-Guillaume \| 286 m \| \| \| 386,4 \| Streckenende \| Streckenende \| \| \| 392,2 \| Noalhat \| 289 m \| \| \| \| \| \| \| \| \| Bahnstrecke Clermont-Ferrand–Saint-Just-sur-Loire von Saint-Just-sur-Loire \| \| \| \| \| \| \| \| \| 397,8 \| Courty \| 295 m \| \| \| 398,3 \| Dore (158 m) \| Dore (158 m) \| \| \| 398,9 \| A 89 \| A 89 \| \| \| 400,6 \| Pont-de-Dore \| 304 m \| \| \| \| \| \| \| \| ~401,2 \| Bahnstrecke Clermont-Ferrand–Saint-Just-sur-Loire nach Clermont-Ferrand \| Bahnstrecke Clermont-Ferrand–Saint-Just-sur-Loire nach Clermont-Ferrand \| \| \| \| \| \| \| \| ~401,3 \| D 2089 (ehem. N 89) \| D 2089 (ehem. N 89) \| \| \| ~402,8 \| D 906 (ehem. N 106) \| D 906 (ehem. N 106) \| \| \| 406,4 \| Néronde-sur-Dore \| 304 m \| \| \| 411,3 \| Courpière \| 317 m \| \| \| 411,5 \| Dore (82 m) \| Dore (82 m) \| \| \| ~412,4 \| D 906 (ehem. N 106) \| D 906 (ehem. N 106) \| \| \| 416,8 \| Tunnel de Sauviat (254 m) \| Tunnel de Sauviat (254 m) \| \| \| \| Sauviat \| 417 m \| \| \| 418,0 \| Tunnel d’Archimbaud (127 m) \| Tunnel d’Archimbaud (127 m) \| \| \| 419,1 \| Tunnel de Cublas (184 m) \| Tunnel de Cublas (184 m) \| \| \| 419,7 \| Tunnel des Graves (313 m) \| Tunnel des Graves (313 m) \| \| \| 421,4 \| Viaduc de Biret (91 m) \| Viaduc de Biret (91 m) \| \| \| 422,3 \| Pont sur la Dore (74 m) \| Pont sur la Dore (74 m) \| \| \| 423,0 \| Dore (84 m) \| Dore (84 m) \| \| \| 423,4 \| Giroux \| 394 m \| \| \| 423,9 \| Dore (42 m) \| Dore (42 m) \| \| \| 424,0 \| Tunnel de Saint-Gervais (105 m) \| Tunnel de Saint-Gervais (105 m) \| \| \| 425,0 \| Saint-Gervais-sous-Meymont \| 404 m \| \| \| 426,3 \| Tunnel du Constancis (105 m) \| Tunnel du Constancis (105 m) \| \| \| 426,4 \| Pont de Roquelâne (Dore) (68 m) \| Pont de Roquelâne (Dore) (68 m) \| \| \| 427,6 \| Viaduc du Pré-des-Prêtres (153 m) \| Viaduc du Pré-des-Prêtres (153 m) \| \| \| 428,0 \| Pont d’Ollergues (Dore) (127 m) \| Pont d’Ollergues (Dore) (127 m) \| \| \| 428,1 \| Tunnel d’Olliergues (123 m) \| Tunnel d’Olliergues (123 m) \| \| \| 428,4 \| Olliergues \| 438 m \| \| \| 428,8 \| Tunnel du Chalard (235 m) \| Tunnel du Chalard (235 m) \| \| \| 429,8 \| Tunnel du Got (48 m) \| Tunnel du Got (48 m) \| \| \| 433,2 \| Pont-de-David \| 473 m \| \| \| 433,7 \| Tunnel de Flouvat (125 m) \| Tunnel de Flouvat (125 m) \| \| \| 435,8 \| Pont de Vertolaye (Dore) (79 m) \| Pont de Vertolaye (Dore) (79 m) \| \| \| 436,4 \| Vertolaye \| 496 m \| \| \| 437,2 \| Pont sur la Dore (54 m) \| Pont sur la Dore (54 m) \| \| \| 439,3 \| Tunnel du Châtelet (84 m) \| Tunnel du Châtelet (84 m) \| \| \| 440,0 \| Tunnel du Perrier (247 m) \| Tunnel du Perrier (247 m) \| \| \| 440,9 \| Le-Perrier \| 511 m \| \| \| 447,9 \| Pont d’Ambert (Dore) (60 m) \| Pont d’Ambert (Dore) (60 m) \| \| \| 448,5 \| Ambert \| 527 m \| \| \| 451,4 \| Pont sur la Dore (54 m) \| Pont sur la Dore (54 m) \| \| \| ~452,2 \| D 906 (ehem. N 106) \| D 906 (ehem. N 106) \| \| \| 456,2 \| Marsac-en-Livradois \| 547 m \| \| \| ~459,7 \| D 906 (ehem. N 106) \| D 906 (ehem. N 106) \| \| \| 460,5 \| Pont de Cours (Dolore) (36 m) \| Pont de Cours (Dolore) (36 m) \| \| \| 464,2 \| Arlanc \| 595 m \| \| \| ~468,5 \| D 906 (ehem. N 106) \| D 906 (ehem. N 106) \| \| \| 469,3 \| Mayres \| 725 m \| \| \| 470,8 \| Viaduc de Notre-Dame-de-la-Roche (115 m) \| Viaduc de Notre-Dame-de-la-Roche (115 m) \| \| \| 470,9 \| Tunnel de Notre-Dame-de-la-Roche (34 m) \| Tunnel de Notre-Dame-de-la-Roche (34 m) \| \| \| 471,9 \| Viaduc du Sagnasson (97 m) \| Viaduc du Sagnasson (97 m) \| \| \| 472,1 \| Tunnel de Rouaires (76 m) \| Tunnel de Rouaires (76 m) \| \| \| 472,4 \| Viaduc de Saint-Sauveur (95 m) \| Viaduc de Saint-Sauveur (95 m) \| \| \| 472,5 \| Tunnel des Mailles (40 m) \| Tunnel des Mailles (40 m) \| \| \| 473,6 \| Saint-Sauveur-la-Sagne \| 814 m \| \| \| 473,9 \| Tunnel de Saint-Sauveur (109 m) \| Tunnel de Saint-Sauveur (109 m) \| \| \| 474,8 \| Tunnel de Besse (110 m) \| Tunnel de Besse (110 m) \| \| \| 475,9 \| Viaduc de Germalanges (Dore) (146 m) \| Viaduc de Germalanges (Dore) (146 m) \| \| \| 478,0 \| Saint-Alyre-d’Arlanc \| 848 m \| \| \| \| \| \| \| \| 481,1 \| Viaduc de Chatonnet (Bimbin) (92 m) und Grenze Département Puy-de-Dôme/Haute-Loire \| Viaduc de Chatonnet (Bimbin) (92 m) und Grenze Département Puy-de-Dôme/Haute-Loire \| \| \| \| \| \| \| \| 483,7 \| Viaduc de La-Chapelle-Geneste (Sénouire) (135 m) \| Viaduc de La-Chapelle-Geneste (Sénouire) (135 m) \| \| \| 484,1 \| La Chapelle-Geneste \| 986 m \| \| \| ~488,5 \| D 906 (ehem. N 106) \| D 906 (ehem. N 106) \| \| \| 489,4 \| La Chaise-Dieu \| 1082 m \| \| \| ~490,4 \| D 906 (ehem. N 106) \| D 906 (ehem. N 106) \| \| \| 494,8 \| Sembadel \| 1089 m \| \| \| \| Bahnstrecke Bonson–Sembadel nach Bonson \| \| \| \| 498,6 \| Le-Lac-de-Malaguet \| 1059 m \| \| \| 501,8 \| Monlet \| 1022 m \| \| \| 504,9 \| Allègre \| 1001 m \| \| \| 509,8 \| Céaux-d’Allègre \| 897 m \| \| \| \| \| \| \| \| \| Bahnstrecke Saint-Georges-d’Aurac–Saint-Étienne-Châteaucreux von Saint-Georges-d’Aurac \| \| \| \| \| \| \| \| \| 514,7 31,4 \| Darsac \| 886 m \| \| \| \| \| \| \| \| \| Bahnstrecke Saint-Georges-d’Aurac–Saint-Étienne-Châteaucreux nach Saint-Étienne-Châteaucreux \| \| \| \| \| \| \| |                      |                                                                                              |                                                                                              |
| |                      | Bahnstrecke Moret-Veneux-les-Sablons–Lyon-Perrache von Paris                                 |                                                                                              |
| Bahnhof | 354,5                | Saint-Germain-des-Fossés                                                                     | 256 m                                                                                        |
| Abzweig geradeaus, nach links und von links | 354,8 355,7          | Bahnstrecke Moret-Veneux-les-Sablons–Lyon-Perrache nach Roanne                               | Bahnstrecke Moret-Veneux-les-Sablons–Lyon-Perrache nach Roanne                               |
| Strecke mit Straßenbrücke | ~356,0               | D 77 (ehem. N 493)                                                                           | D 77 (ehem. N 493)                                                                           |
| |                      |                                                                                              |                                                                                              |
| Abzweig geradeaus und nach rechts | 356,3                | Bahnstrecke Saint-Germain-des-Fossés–Nîmes nach Nîmes über Clermont-F.                       | Bahnstrecke Saint-Germain-des-Fossés–Nîmes nach Nîmes über Clermont-F.                       |
| |                      |                                                                                              |                                                                                              |
| Brücke über Wasserlauf | 364,1                | Sichon (31 m)                                                                                | Sichon (31 m)                                                                                |
| Abzweig geradeaus und von links | 364,5                | Bahnstrecke Vichy–Cusset nach Cusset                                                         | Bahnstrecke Vichy–Cusset nach Cusset                                                         |
| Strecke mit Straßenbrücke | ~364,7               | D 2209 (ehem. N 106b)                                                                        | D 2209 (ehem. N 106b)                                                                        |
| Bahnhof | 364,9                | Vichy                                                                                        | 263 m                                                                                        |
| Strecke mit Straßenbrücke | ~365,5               | D 906E (ehem. Route nationale 106)                                                           | D 906E (ehem. Route nationale 106)                                                           |
| |                      |                                                                                              |                                                                                              |
| Strecke · Tunnel | 368,3                | Galerie d’Abrest (98 m)                                                                      | Galerie d’Abrest (98 m)                                                                      |
| |                      | Bahnstrecke Vichy–Riom nach Riom und Allier (363 m)                                          |                                                                                              |
| Dienststation / Betriebs- oder Güterbahnhof | 373,1                | Saint-Yorre                                                                                  | 266 m                                                                                        |
| Grenze | ~378,7               | Grenze Département Allier/Puy-de-Dôme                                                        | Grenze Département Allier/Puy-de-Dôme                                                        |
| ehemaliger Bahnhof | 379,9                | Ris-Châteldon                                                                                | 280 m                                                                                        |
| Strecke mit Straßenbrücke | ~381,8               | D 906 (ehem. N 106)                                                                          | D 906 (ehem. N 106)                                                                          |
| Abzweig geradeaus und von links | ~385,1               | Glasindustrie                                                                                | Glasindustrie                                                                                |
| Bahnübergang | ~385,2               | D 906 (ehem. N 106)                                                                          | D 906 (ehem. N 106)                                                                          |
| Dienststation / Betriebs- oder Güterbahnhof | 385,3                | Puy-Guillaume                                                                                | 286 m                                                                                        |
| | 386,4                | Streckenende                                                                                 | Streckenende                                                                                 |
| Bahnhof (Strecke außer Betrieb) | 392,2                | Noalhat                                                                                      | 289 m                                                                                        |
| |                      |                                                                                              |                                                                                              |
| Abzweig ehemals geradeaus und von links |                      | Bahnstrecke Clermont-Ferrand–Saint-Just-sur-Loire von Saint-Just-sur-Loire                   | Bahnstrecke Clermont-Ferrand–Saint-Just-sur-Loire von Saint-Just-sur-Loire                   |
| |                      |                                                                                              |                                                                                              |
| ehemaliger Bahnhof | 397,8                | Courty                                                                                       | 295 m                                                                                        |
| Brücke über Wasserlauf | 398,3                | Dore (158 m)                                                                                 | Dore (158 m)                                                                                 |
| Strecke mit Straßenbrücke | 398,9                | A 89                                                                                         | A 89                                                                                         |
| Bahnhof | 400,6                | Pont-de-Dore                                                                                 | 304 m                                                                                        |
| |                      |                                                                                              |                                                                                              |
| Abzweig geradeaus und nach rechts | ~401,2               | Bahnstrecke Clermont-Ferrand–Saint-Just-sur-Loire nach Clermont-Ferrand                      | Bahnstrecke Clermont-Ferrand–Saint-Just-sur-Loire nach Clermont-Ferrand                      |
| |                      |                                                                                              |                                                                                              |
| Bahnübergang | ~401,3               | D 2089 (ehem. N 89)                                                                          | D 2089 (ehem. N 89)                                                                          |
| Strecke mit Straßenbrücke | ~402,8               | D 906 (ehem. N 106)                                                                          | D 906 (ehem. N 106)                                                                          |
| ehemaliger Bahnhof | 406,4                | Néronde-sur-Dore                                                                             | 304 m                                                                                        |
| ehemaliger Bahnhof | 411,3                | Courpière                                                                                    | 317 m                                                                                        |
| Brücke über Wasserlauf | 411,5                | Dore (82 m)                                                                                  | Dore (82 m)                                                                                  |
| Bahnübergang | ~412,4               | D 906 (ehem. N 106)                                                                          | D 906 (ehem. N 106)                                                                          |
| Tunnel | 416,8                | Tunnel de Sauviat (254 m)                                                                    | Tunnel de Sauviat (254 m)                                                                    |
| ehemaliger Haltepunkt / Haltestelle |                      | Sauviat                                                                                      | 417 m                                                                                        |
| Tunnel | 418,0                | Tunnel d’Archimbaud (127 m)                                                                  | Tunnel d’Archimbaud (127 m)                                                                  |
| Tunnel | 419,1                | Tunnel de Cublas (184 m)                                                                     | Tunnel de Cublas (184 m)                                                                     |
| Tunnel | 419,7                | Tunnel des Graves (313 m)                                                                    | Tunnel des Graves (313 m)                                                                    |
| Brücke | 421,4                | Viaduc de Biret (91 m)                                                                       | Viaduc de Biret (91 m)                                                                       |
| Brücke über Wasserlauf | 422,3                | Pont sur la Dore (74 m)                                                                      | Pont sur la Dore (74 m)                                                                      |
| Brücke über Wasserlauf | 423,0                | Dore (84 m)                                                                                  | Dore (84 m)                                                                                  |
| ehemaliger Bahnhof | 423,4                | Giroux                                                                                       | 394 m                                                                                        |
| Brücke über Wasserlauf | 423,9                | Dore (42 m)                                                                                  | Dore (42 m)                                                                                  |
| Tunnel | 424,0                | Tunnel de Saint-Gervais (105 m)                                                              | Tunnel de Saint-Gervais (105 m)                                                              |
| ehemaliger Haltepunkt / Haltestelle | 425,0                | Saint-Gervais-sous-Meymont                                                                   | 404 m                                                                                        |
| Tunnel | 426,3                | Tunnel du Constancis (105 m)                                                                 | Tunnel du Constancis (105 m)                                                                 |
| Brücke über Wasserlauf | 426,4                | Pont de Roquelâne (Dore) (68 m)                                                              | Pont de Roquelâne (Dore) (68 m)                                                              |
| Brücke | 427,6                | Viaduc du Pré-des-Prêtres (153 m)                                                            | Viaduc du Pré-des-Prêtres (153 m)                                                            |
| Brücke über Wasserlauf | 428,0                | Pont d’Ollergues (Dore) (127 m)                                                              | Pont d’Ollergues (Dore) (127 m)                                                              |
| Tunnel | 428,1                | Tunnel d’Olliergues (123 m)                                                                  | Tunnel d’Olliergues (123 m)                                                                  |
| ehemaliger Bahnhof | 428,4                | Olliergues                                                                                   | 438 m                                                                                        |
| Tunnel | 428,8                | Tunnel du Chalard (235 m)                                                                    | Tunnel du Chalard (235 m)                                                                    |
| Tunnel | 429,8                | Tunnel du Got (48 m)                                                                         | Tunnel du Got (48 m)                                                                         |
| ehemaliger Haltepunkt / Haltestelle | 433,2                | Pont-de-David                                                                                | 473 m                                                                                        |
| Tunnel | 433,7                | Tunnel de Flouvat (125 m)                                                                    | Tunnel de Flouvat (125 m)                                                                    |
| Brücke über Wasserlauf | 435,8                | Pont de Vertolaye (Dore) (79 m)                                                              | Pont de Vertolaye (Dore) (79 m)                                                              |
| ehemaliger Bahnhof | 436,4                | Vertolaye                                                                                    | 496 m                                                                                        |
| Brücke über Wasserlauf | 437,2                | Pont sur la Dore (54 m)                                                                      | Pont sur la Dore (54 m)                                                                      |
| Tunnel | 439,3                | Tunnel du Châtelet (84 m)                                                                    | Tunnel du Châtelet (84 m)                                                                    |
| Tunnel | 440,0                | Tunnel du Perrier (247 m)                                                                    | Tunnel du Perrier (247 m)                                                                    |
| ehemaliger Haltepunkt / Haltestelle | 440,9                | Le-Perrier                                                                                   | 511 m                                                                                        |
| Brücke über Wasserlauf | 447,9                | Pont d’Ambert (Dore) (60 m)                                                                  | Pont d’Ambert (Dore) (60 m)                                                                  |
| ehemaliger Bahnhof | 448,5                | Ambert                                                                                       | 527 m                                                                                        |
| Brücke über Wasserlauf | 451,4                | Pont sur la Dore (54 m)                                                                      | Pont sur la Dore (54 m)                                                                      |
| Bahnübergang | ~452,2               | D 906 (ehem. N 106)                                                                          | D 906 (ehem. N 106)                                                                          |
| ehemaliger Bahnhof | 456,2                | Marsac-en-Livradois                                                                          | 547 m                                                                                        |
| Bahnübergang | ~459,7               | D 906 (ehem. N 106)                                                                          | D 906 (ehem. N 106)                                                                          |
| Brücke über Wasserlauf | 460,5                | Pont de Cours (Dolore) (36 m)                                                                | Pont de Cours (Dolore) (36 m)                                                                |
| ehemaliger Bahnhof | 464,2                | Arlanc                                                                                       | 595 m                                                                                        |
| Brücke | ~468,5               | D 906 (ehem. N 106)                                                                          | D 906 (ehem. N 106)                                                                          |
| ehemaliger Haltepunkt / Haltestelle | 469,3                | Mayres                                                                                       | 725 m                                                                                        |
| Brücke | 470,8                | Viaduc de Notre-Dame-de-la-Roche (115 m)                                                     | Viaduc de Notre-Dame-de-la-Roche (115 m)                                                     |
| Tunnel | 470,9                | Tunnel de Notre-Dame-de-la-Roche (34 m)                                                      | Tunnel de Notre-Dame-de-la-Roche (34 m)                                                      |
| Brücke | 471,9                | Viaduc du Sagnasson (97 m)                                                                   | Viaduc du Sagnasson (97 m)                                                                   |
| Tunnel | 472,1                | Tunnel de Rouaires (76 m)                                                                    | Tunnel de Rouaires (76 m)                                                                    |
| Brücke | 472,4                | Viaduc de Saint-Sauveur (95 m)                                                               | Viaduc de Saint-Sauveur (95 m)                                                               |
| Tunnel | 472,5                | Tunnel des Mailles (40 m)                                                                    | Tunnel des Mailles (40 m)                                                                    |
| ehemaliger Bahnhof | 473,6                | Saint-Sauveur-la-Sagne                                                                       | 814 m                                                                                        |
| Tunnel | 473,9                | Tunnel de Saint-Sauveur (109 m)                                                              | Tunnel de Saint-Sauveur (109 m)                                                              |
| Tunnel | 474,8                | Tunnel de Besse (110 m)                                                                      | Tunnel de Besse (110 m)                                                                      |
| Brücke über Wasserlauf | 475,9                | Viaduc de Germalanges (Dore) (146 m)                                                         | Viaduc de Germalanges (Dore) (146 m)                                                         |
| ehemaliger Bahnhof | 478,0                | Saint-Alyre-d’Arlanc                                                                         | 848 m                                                                                        |
| |                      |                                                                                              |                                                                                              |
| Grenze auf Brücke über Wasserlauf | 481,1                | Viaduc de Chatonnet (Bimbin) (92 m) und Grenze Département Puy-de-Dôme/Haute-Loire           | Viaduc de Chatonnet (Bimbin) (92 m) und Grenze Département Puy-de-Dôme/Haute-Loire           |
| |                      |                                                                                              |                                                                                              |
| Brücke über Wasserlauf | 483,7                | Viaduc de La-Chapelle-Geneste (Sénouire) (135 m)                                             | Viaduc de La-Chapelle-Geneste (Sénouire) (135 m)                                             |
| ehemaliger Bahnhof | 484,1                | La Chapelle-Geneste                                                                          | 986 m                                                                                        |
| Bahnübergang | ~488,5               | D 906 (ehem. N 106)                                                                          | D 906 (ehem. N 106)                                                                          |
| ehemaliger Bahnhof | 489,4                | La Chaise-Dieu                                                                               | 1082 m                                                                                       |
| Bahnübergang | ~490,4               | D 906 (ehem. N 106)                                                                          | D 906 (ehem. N 106)                                                                          |
| ehemaliger Bahnhof | 494,8                | Sembadel                                                                                     | 1089 m                                                                                       |
| Abzweig ehemals geradeaus und nach links |                      | Bahnstrecke Bonson–Sembadel nach Bonson                                                      | Bahnstrecke Bonson–Sembadel nach Bonson                                                      |
| Haltepunkt / Haltestelle (Strecke außer Betrieb) | 498,6                | Le-Lac-de-Malaguet                                                                           | 1059 m                                                                                       |
| Haltepunkt / Haltestelle (Strecke außer Betrieb) | 501,8                | Monlet                                                                                       | 1022 m                                                                                       |
| Bahnhof (Strecke außer Betrieb) | 504,9                | Allègre                                                                                      | 1001 m                                                                                       |
| Haltepunkt / Haltestelle (Strecke außer Betrieb) | 509,8                | Céaux-d’Allègre                                                                              | 897 m                                                                                        |
| |                      |                                                                                              |                                                                                              |
| Abzweig ehemals geradeaus und von rechts |                      | Bahnstrecke Saint-Georges-d’Aurac–Saint-Étienne-Châteaucreux von Saint-Georges-d’Aurac       | Bahnstrecke Saint-Georges-d’Aurac–Saint-Étienne-Châteaucreux von Saint-Georges-d’Aurac       |
| |                      |                                                                                              |                                                                                              |
| Bahnhof | 514,7 31,4           | Darsac                                                                                       | 886 m                                                                                        |
| |                      |                                                                                              |                                                                                              |
| Strecke |                      | Bahnstrecke Saint-Georges-d’Aurac–Saint-Étienne-Châteaucreux nach Saint-Étienne-Châteaucreux | Bahnstrecke Saint-Georges-d’Aurac–Saint-Étienne-Châteaucreux nach Saint-Étienne-Châteaucreux |
| |                      |                                                                                              |                                                                                              |

Die Bahnstrecke Saint-Germain-des-Fossés–Darsac ist eine 160 km lange, teils zweigleisige Eisenbahnstrecke in den französischen Départements Allier, Puy-de-Dôme und Haute-Loire innerhalb der Region Auvergne-Rhône-Alpes. Früher gehörte sie zu den wichtigen Nord-Süd-Verbindungen, heute sind einige Teile stillgelegt. Personenverkehr findet nur noch auf dem 10 km kurzen Abschnitt bis Vichy statt. Nach dem Zweiten Weltkrieg hatte die Strecke ihre höchste Bedeutung, als Expresszüge auf der Verbindung Paris–Nîmes unterwegs waren.

## Geschichte

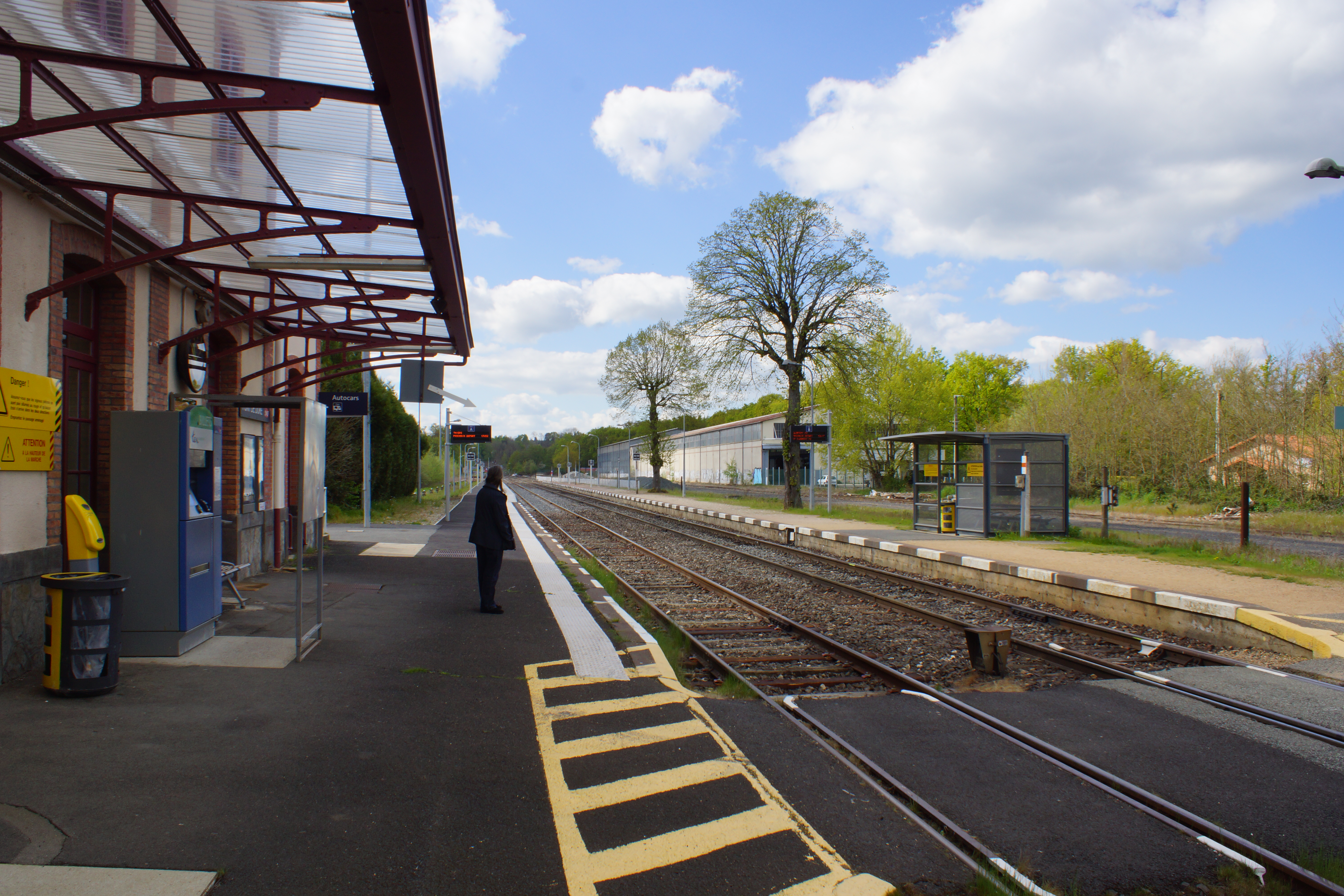
Der zum Haltepunkt zurückgestufte Bahnhof Pont-de-Dore an der Bahnstrecke Clermont-Ferrand–Saint-Just-sur-Loire im Frühjahr 2016

Diese Strecke wurde für die 1855 neu gegründeten Kommandit-Eisenbahngesellschaft Syndicat du Bourbonnais konzessioniert, die von den drei Bahngesellschaften Chemin de fer de Paris à Orléans (PO), Chemin de fer de Paris à Orléans (PLM) und Chemin de fer Grand-Central de France (GC), die zwei Jahre später in Konkurs ging, gegründet wurde. Zu dieser Vereinbarung, die am 6. April 1855 unterschrieben wurde, gehörte auch die Bahnstrecke Moret-Veneux-les-Sablons–Lyon-Perrache, von der bei BK 355,7 diese neu konzessionierte Strecke – zunächst nur bis Vichy – abzweigte. Grund für den Bau war ein zunehmender Reiseverkehr des damals sehr beliebten Badeortes Vichy. Der Kurbesuch Kaiser Napoleon III. dürfte den Bau beschleunigt haben.
Durch den Konkurs eines Kommissionärs wurden die unter dem Namen Syndicat du Bourbonnais geführten Strecken unter den beiden verbliebenen Partnern aufgeteilt. Die Bahnstrecke Saint-Germain-des-Fossés–Darsac fiel an die PLM, welches am 11. April 1857 vom Ministerium für öffentliche Arbeiten bestätigt wurde.
Erst mehr als 10 Jahre später, am 18. Juli 1868 wurde vom Ministerium für Landwirtschaft, Handel und öffentliche Arbeiten eine Eventualkonzession für die Verlängerung nach Ambert über Thiers erteilt, die am 23. März 1874 als „endgültig“ und für gemeinnützig bestätigt wurde. Der südlichste Abschnitt Ambert–Darsac, Darsac ist heute ein Ortsteil von Vernassal, wurde erst am 2. August 1886 konzessioniert.
Entsprechend der langfristigen Konzessionierung wurde die Strecke erst abschnittsweise in Betrieb genommen: von Saint-Germain-des-Fossés nach Vichy am 8. Mai 1862, von Vichy nach Courty am 10. November 1881, von Courty nach Pont-de-Dore am 15. Mai 1872 (Inbetriebnahme der Linie von Clermont-Ferrand nach Thiers als Stammstrecke auf diesem Abschnitt), von Pont-de-Dore nach Giroux am 9. Juni 1883, von Giroux nach Ambert am 5. Mai 1885, von Ambert nach Arlanc am 9. Juni 1893 und die vollständige Eröffnung der Strecke erfolgte mit der Inbetriebnahme des Abschnitts von Arlanc nach Darsac am 15. September 1902.
Auf diesem südlichsten und jüngsten Streckenteil wurde der Personenverkehr als erstes eingestellt: zunächst zwischen Arlanc und Darsac am 26. November 1971 und zwischen Pont-de-Dore und Arlanc am 28. September 1980.